# Gustaf Lindström (jurist)
Pehr Gustaf Lindström, född den 19 februari 1894 i Barcelona, död den 20 januari 1980 i Lund, var en svensk jurist.
Lindström avlade studentexamen i Lund 1912 och juris kandidatexamen 1918. Han var tillförordnad domhavande 1920–1922 och blev tillförordnad fiskal i Göta hovrätt 1922, assessor där 1925, ordinarie fiskal 1928, tillförordnad revisionssekreterare 1929, hovrättsråd 1930 samt ordinarie revisionssekreterare 1933. Lindström var häradshövding i Skånings, Valle och Vilske domsaga 1933–1939 och i Torna och Bara domsaga 1939–1961. Han var hedersledamot i Juridiska föreningen i Lund. Lindström blev riddare av Nordstjärneorden 1934 och kommendör av andra klassen av samma orden 1948. Han vilar på Norra begravningsplatsen utanför Stockholm.